# 台灣學生社
台灣學生社（Taiwanese Collegian）成立於1983年9月，是一個以『推動台灣學生關懷台灣本土，建立自由、平等、民主的國家』為宗旨的跨校性台灣留學生團體。台灣學生社主張台灣的未來應該由全體台灣住民決定，任何國家、政府、政黨、會議都不能片面決定台灣的未來。
台灣學生社成立的目的，為「喚醒台灣學生對台灣議題的關心，以及提升台灣學生對台灣獨立意識的覺醒」。
台灣學生社與台灣獨立建國聯盟、台灣人公共事務會、台灣國際關係中心、北美洲台灣人教授協會並稱為「海外台灣人五大社團」，在許多與台灣的議題上都發揮了相當的動員力。
台灣學生社的宣傳刊物為「台灣學生」。
台灣學生社相關人物：
- 郭倍宏：美國台獨運動領袖，台灣學生社創始人之一，曾任台獨聯盟美國本部主席，是聯盟遷台成功的靈魂人物；美國北卡羅來納大學（University of North Carolina）土木工程博士。
- 李應元：就讀國立台灣大學公共衛生系時就與黨外活動有所接觸，1980年赴美攻讀學位，並且於1981年取得美國哈佛大學醫管碩士；在美國期間與洪哲勝、郭倍宏等人相識，並且於1982年成立北美洲台灣學生社，並且在洪哲勝的介紹下加入台灣獨立建國聯盟而被國民黨政府列入黑名單而無法返國。

## 外部連結
- 台灣學生社官方網站（页面存档备份，存于）
- 闕河鳴、LCH、許維德：90年代北美洲台灣學生運動 （页面存档备份，存于）
- 莊秋雄：八零年代我參與的美國台灣學生運動 （页面存档备份，存于）
- 陳銘城：北卡州大的海報事件